# Vulcanizadora
Vulcanizadora ist eine Filmkomödie und ein Horrorfilm von Joel Potrykus. Er nutzt für diesen die Prämisse und die Figuren aus seinem Film Buzzard von 2014 und entwickelt die Geschichte weiter. Der Film mit dem Regisseur selbst und Joshua Burge in den Hauptrollen feierte Anfang Juni 2024 beim Tribeca Film Festival seine Premiere und soll im Mai 2025 in die US-Kinos kommen.

## Handlung
Derek Skiba hat einen kleinen Sohn namens Jeremy, den er seit seiner Scheidung immer seltener sieht. Als sein früherer Arbeitskollege Marty Jackitansky bei ihm vor der Tür steht, lässt er diesen bei sich wohnen.

## Produktion

### Filmstab und Besetzung

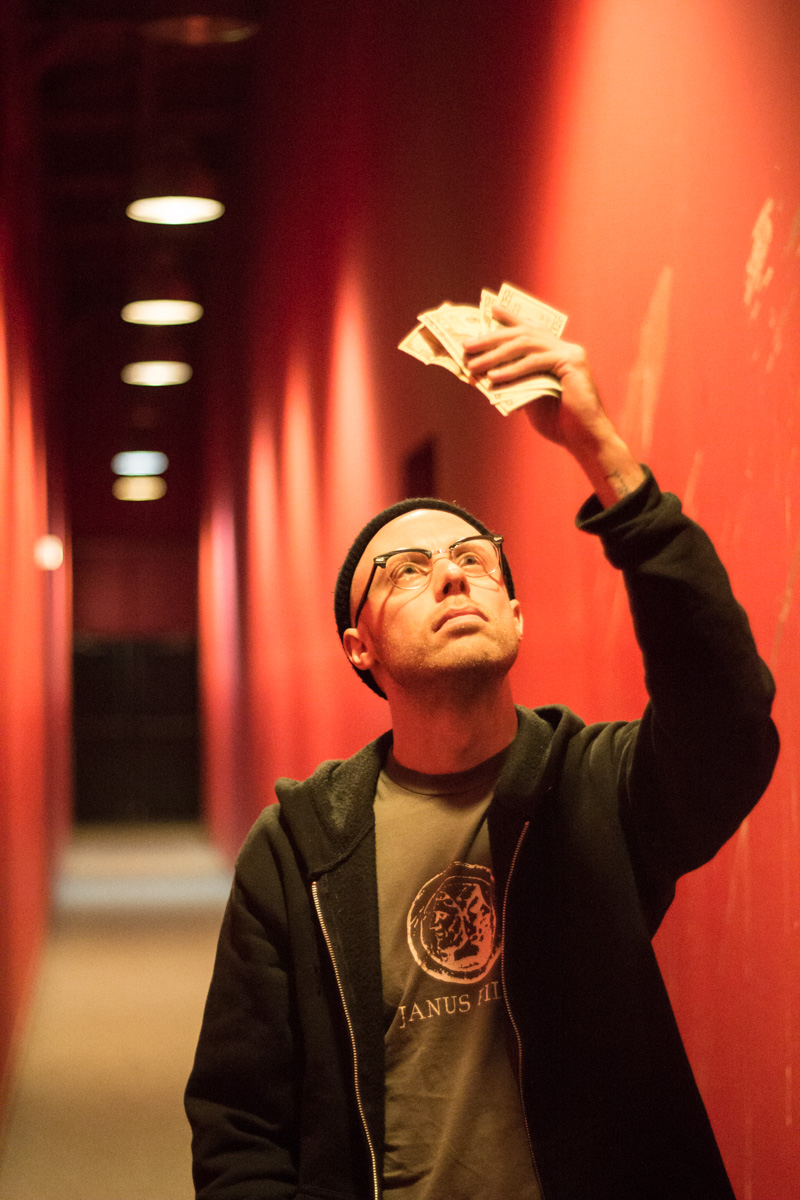
Regisseur Joel Potrykus

Regie führte Joel Potrykus, der für Vulcanizadora auch das Drehbuch schrieb und den Filmschnitt übernahm. Er greift dabei die Prämisse und die Figuren aus seinem Film Buzzard von 2014 auf und entwickelt die Geschichte weiter. Der Regisseur von Independent-Filmen, der von Kritikern als „ewiger Provokateur“ beschrieben wird, spielt im Film zudem Derek Skiba. Auch sein Sohn Solo Potrykus erhielt in dem Film eine kleine Rolle. Er spielt Dereks Sohn Jeremy. In einer weiteren Hauptrolle ist Joshua Burge als Marty Jackitansky zu sehen. Potrykus und Burge spielten die beiden, die nun Freunde sind, bereits in Buzzard.

### Ausstattung und Dreharbeiten
Die im Film zu sehende metallene Maske, die stilisiert auch auf dem Filmplakat abgebildet ist, entwarf Chuck Potrykus, der Bruder des Regisseurs.
Die Dreharbeiten fanden in Manistee und in Grand Rapids in Michigan statt, wo der in Ossineke geborene Potrykus lebt. Vulcanizadora wurde von Kameramann Adam J. Minnick auf 16 mm gedreht.

### Marketing und Veröffentlichung
Die Premiere des Films fand am 8. Juni 2024 beim Tribeca Film Festival statt. Im Juli 2024 wurde er beim Fantasia Film Festival gezeigt. Im August 2024 wurde er beim Melbourne International Film Festival und beim Sidewalk Film Festival vorgestellt. Im Oktober 2024 wurde Vulcanizadora beim Chicago International Film Festival gezeigt. Der erste Trailer wurde im April 2025 vorgestellt. Am 9. Mai 2025 soll der Film in ausgewählte US-Kinos kommen.

## Rezeption

### Kritiken
Von den bei Rotten Tomatoes aufgeführten Kritiken sind 98 Prozent positiv. Bei Metacritic erhielt der Film einen Metascore von 82 von 100 möglichen Punkten.

### Auszeichnungen
Fantasia International Film Festival 2024
- Special Mention beim AQCC Award (Joel Potrykus)[17]

Tribeca Film Festival 2024
- Nominierung als Bester US-amerikanischer Spielfilm für den Founders Award (Joel Potrykus)
- Special Jury Mention – Performance in a U.S. Feature (Joshua Burge)[18]